# 나일주

나일주의 위치

나일주(아랍어: ولاية نهر النيل)는 수단 북부에 있는 주(州)로, 주도는 다미르이며 인구는 1,027,534명(2006년 기준), 면적은 122,123km2이다. 북쪽으로는 이집트와 국경을 접한다.